# Letov
Letov – Továrna na letadla (dt.: Flugzeugwerke) ist ein tschechischer, ehemals tschechoslowakischer Flugzeughersteller aus Letňany in Prag.

## Geschichte

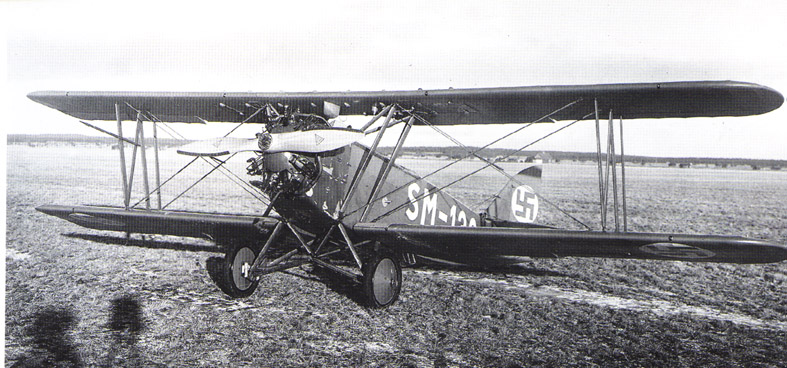
Letov Š-218

Das Unternehmen wurde am 1. November 1918 vom Tschechoslowakischen Verteidigungsministerium als armeeeigene Werkstätte (Letecký arsenál Praha) für den Umbau und die Reparatur von Flugzeugen aus dem Ersten Weltkrieg gegründet. Ein Jahr später kam es zur Umbenennung der Werkstätten in Hlavní letecké dílny v Praze. Am 1. März 1922 erfolgte die Umwandlung in einen staatlichen Betrieb mit dem Handelsnamen Československá vojenská továrna na letadla (Letov). Als Chefingenieur konstruierte der talentierte Leutnant und Diplomingenieur Alois Šmolík die Letov Š-1, dem es als erstem tschechoslowakischen Flugzeug für eine Großserienproduktion gelang, gegenüber ausländischen Produkten zu bestehen. Schon ab 1921 wurden Hansa-Brandenburg B.I. Serie 76 als Letov Š-10 in Lizenz gebaut, 1927 folgten noch vier Farman F-60 „Goliath“, dann übernahm Avia die Produktion.
Die Firma beschäftigte sich vorrangig mit der Herstellung von Militärmaschinen für den einheimischen Markt. Besonders erwähnenswert sind der Aufklärer Letov Š-1, das Eindecker-Jagdflugzeug Letov Š-3, der Bomber Letov Š-16, der für erste Exporterfolge sorgte und der Aufklärer Letov Š-28, der in der Variante Š-328 internationale Aufmerksamkeit erhielt und während des Zweiten Weltkrieges auch von der deutschen Luftwaffe, den bulgarischen und den slowakischen Streitkräften verwendet wurde. Mit der Letov Š-19 und der Letov Š-32 entstanden auch zivile Entwicklungen, die sich jedoch weder in der Tschechoslowakei noch international behaupten konnten.
Insgesamt wurden unter Šmolíks Leitung 36 Typen entwickelt, davon wurden nicht weniger als 18 Typen in Serie gefertigt. Die Entwicklung von Motorflugzeugen endete mit der Letov Š-50 im Jahre 1938, die zugleich Šmolíks letzte Konstruktion war. Šmolík blieb bis 1939 Chefingenieur bei Letov und prägte dort maßgeblich die Entwicklung der tschechoslowakischen Luftfahrtindustrie.
Nach der Besetzung der Tschechoslowakei übernahm die Junkers A.G. in Dessau die Letov-Werke als Zweigwerk. Anfangs reparierte man in erster Linie Junkers W 34 und Ju 86. 1941 kam die Fertigung von Fw-189-Rümpfen im Werk III für die Aero-Werke hinzu. Zudem lieferte man Tragflächen für die Junkers Ju 52, Ju 86 und Ju 88. Ab Januar 1944 lief die Lizenzfertigung der Arado Ar 96 an (Die ersten beiden Maschinen verließen das Werk am 23. Dezember 1943.).
Unter dem Firmennamen Rudý Letov (tschechisch für Der rote Letov) begann nach dem Krieg wieder der Flugzeugbau, zunächst unter Nutzung der als Folge der deutschen Besatzung noch vorhandenen Ausrüstung. So entstand aus Teilen mehrerer Junkers Ju 290 eine Passagiermaschine, die am 1. August 1946 erstmals flog und als Letov L-290 Orel (Adler) bezeichnet wurde sowie bis 1949 als Letov C-2A und C-2B bezeichnete Nachbauten der Arado Ar 96 B. Für die sowjetischen MiG-15, MiG-19 und MiG-21 wurden Teile unter Lizenz gefertigt.

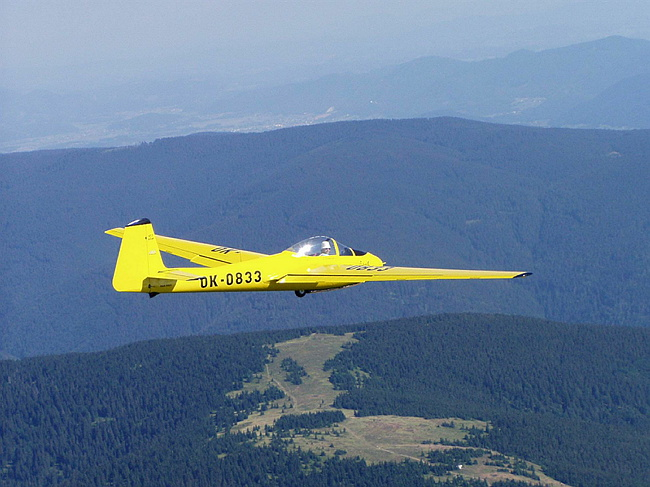
LF 107 Luňák (1948)

Der Betrieb befasste sich auch mit der Herstellung von Segelflugzeugen. In den 1950er Jahren wurde mit den Typen Letov-21 und Letov-22 der moderne Segelflugzeugbau eingeläutet. Auch die Letov LF 107 Luňák stellte eine für ihre Zeit sehr fortschrittliche Konstruktion dar.
Im Jahre 1967 wurden alle Firmen der Luftfahrtindustrie in der Vereinigung tschechoslowakischer Luftfahrtbetriebe integriert, die ihre Generaldirektion in Prag-Letňany hatte. Nach dieser Neuorganisation wurden nur noch Flugsimulatoren für die sozialistischen Staaten gefertigt. Die Produktion von Teilen und Komponenten für andere Flugzeugwerke, wie Aero oder Let, ging jedoch weiter.

## Aktuelle Produkte
Ab 1991 wurden noch Sonnenkollektoren, Imbisswagen und Verkaufsanhänger produziert. Außerdem beschäftigte man sich mit dem Vorrichtungs-, Formen- und Werkzeugbau. Es wurden erste Aufträge mit dem Airbus-Konsortium für eine Teilefertigung abgeschlossen.
Letov wurde am 23. Oktober 1997 aufgrund wirtschaftlicher Schwierigkeiten aufgesplittet. Der größere Teil mit seinen damaligen 227 Mitarbeitern wurde von Aero Vodochody übernommen und firmierte in LETOV LETECKÁ VÝROBA a.s. um. Die Produktion in den ehemaligen Werkhallen von Letov läuft weiter. Seit dem 1. Juni 2000 gehört dieser Teil zur Gruppe Latécoère und fertigt auf hochmodernen CNC-Maschinen Türmechanismen und Baugruppen unter anderem für das Airbus-Konsortium. Seit dem 10. Dezember 2013 lautet die Firmenbezeichnung Latécoère Czech Republic,s.r.o.
Ein anderer Teil, die LETOV SIMULÁTORY a.s., beschäftigt sich auch heute noch (2004) mit der Herstellung von Flugsimulatoren.